# Sky Airlines
Sky Airlines war eine türkische Charterfluggesellschaft mit Sitz in Antalya und Basis auf dem Flughafen Antalya. 

## Unternehmen
Sky Airlines wurde im Jahr 2000 gegründet und nahm am 12. April 2001 den kommerziellen Flugbetrieb auf. Die Gesellschaft war ein Tochterunternehmen des türkischen Touristikkonzerns Kayi Group, zu dem auch das deutsche Unternehmen GTI Travel gehört.
Im November 2008 hat Sky Airlines erfolgreich das zwei Jahre gültige Operational Safety Audit (IOSA) der IATA bestanden.
Im Dezember 2012 gab die Gesellschaft ihre drei Boeing 737-800 an den Leasinggeber zurück, im Februar 2013 folgte ihr einzelner Airbus A321-200, sowie im April 2013 schließlich ihr einzelner Airbus A320-200.
Im Juni 2013 stellte die Airline wegen Zahlungsunfähigkeit den Betrieb ein.

## Flugziele
Sky Airlines führte Charterflüge zu etwa 50 Zielen in Europa, dem Balkan und dem Nahen Osten durch. 2011 wurden auch Linienflüge innerhalb der Türkei angeboten. In Österreich wurden Graz und Linz angeflogen, in Deutschland wurde Düsseldorf mit der Tochtergesellschaft German Sky Airlines angeflogen.

## Flotte

### Flotte bei Betriebseinstellung

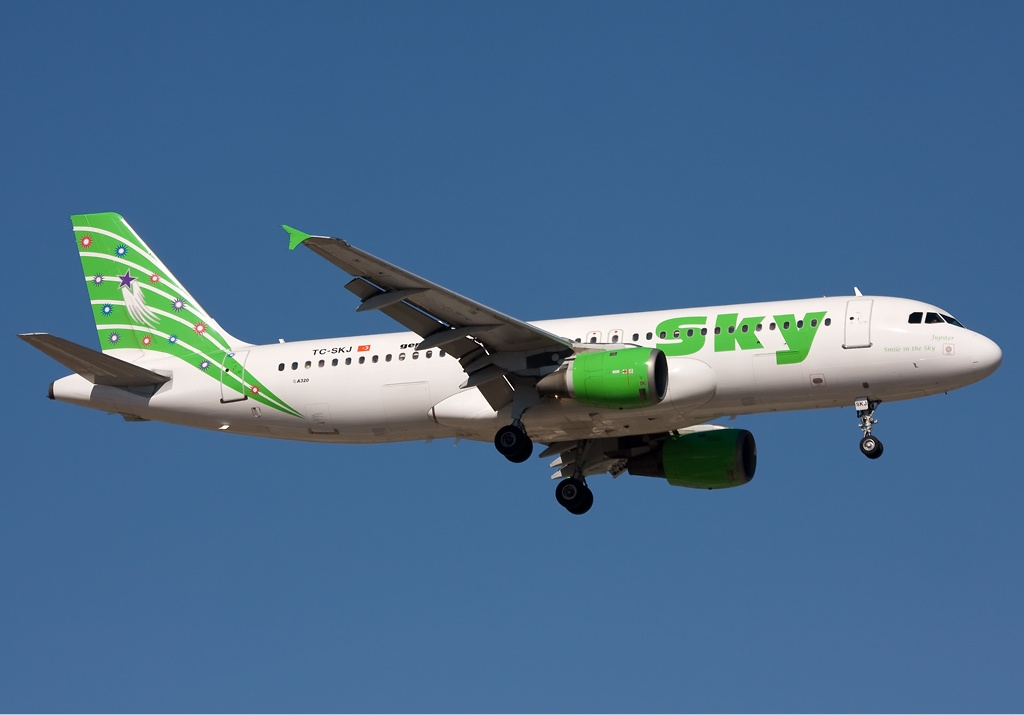
Ein Airbus A320-200 der Sky Airlines

Mit Stand Juni 2013 bestand die Flotte der Sky Airlines aus fünf Flugzeugen mit einem Durchschnittsalter von 12,1 Jahren:
- 3 Boeing 737-400
- 2 Boeing 737-900ER

Jedes Flugzeug in der Flotte verfügte über eine andersfarbige Bemalung des Seitenleitwerks und des Firmenschriftzuges am Rumpf.

### Zuvor eingesetzte Flugzeuge
Vor der Betriebseinstellung wurden auch andere Flugzeugtypen eingesetzt.
- 3 Airbus A320-200
- 2 Airbus A321-200
- 5 weitere Boeing 737-400
- 5 Boeing 737-800

## Zwischenfälle
- Am 10. Oktober 2011 verunglückte eine Boeing 737-400 der Sky Airlines mit dem Luftfahrzeugkennzeichen TC-SKF auf dem Flughafen Antalya. Bei der Landung brach das rechte Hauptfahrwerk ein und in der Folge schlug das Flugzeug mit dem rechten Triebwerk auf die Landebahn auf und blieb schließlich in Schräglage stehen. Grund dafür soll ein geplatzter Reifen gewesen sein. Alle 156 Insassen blieben unverletzt[8], das betroffene Flugzeug wurde jedoch ausgemustert.[2]